# حالا صحبت کن (نسخه تیلور)
حالا صحبت کن (نسخهٔ تیلور) (انگلیسی: Speak Now (Taylor's Version)) سومین آلبوم مجدداً ضبط‌شده از خواننده-ترانه‌سرای آمریکایی تیلور سوئیفت است که در ۷ ژوئیهٔ ۲۰۲۳ از طریق ریپابلیک رکوردز منتشر شد. این آلبوم ضبط مجددی از سومین آلبوم استودیویی سوئیفت به نام حالا صحبت کن (۲۰۱۰) است و به‌دنبال آلبوم‌های ضبط مجدد شدهٔ قبلی او در سال ۲۰۲۱، بی‌باک (نسخه تیلور) و سرخ (نسخه تیلور) منتشر شد. چرخه ضبط مجدد، واکنش سوئیفت به تغییر مالکیت مسترها بر شش آلبوم اول استودیویی او در سال ۲۰۱۹ است. خبر انتشار اکنون صحبت کن (نسخهٔ تیلور) در ۵ می ۲۰۲۳، در اولین نمایش نشویل از تور دوره‌ها، اعلام شد.
۲۲ قطعهٔ حالا صحبت کن (نسخهٔ تیلور) به‌تنهایی به‌دست سوئیفت نوشته شده‌است. این آلبوم شامل نسخه‌های مجدداً ضبط‌شدهٔ ۱۶ قطعهٔ نسخهٔ لوکس حالا صحبت کن و شش قطعهٔ قبلاً منتشرنشدهٔ «از صندوقچه» است. سوئیفت و کریستوفر رو تهیه‌کنندگی آلبوم را بر عهده داشتند و شش قطعهٔ «از صندوقچه» نیز توسط سوئیفت با آرون دسنر و جک آنتونوف تهیه شد. موسیقی‌دانان راک آمریکایی، فال اوت بوی و هیلی ویلیامز از پرامور به‌عنوان هنرمند مهمان حضور دارند.
حالا صحبت کن (نسخهٔ تیلور) به‌شدت تحت تأثیر موسیقی راک و پاپ پانک است و آوای کانتری پاپ سرشناس سوئیفت را با سبک‌های ایمو و پاپ راک ترکیب می‌کند. قطعات عمدتاً به‌وسیلهٔ ترکیبات پویای گیتارهای الکتریک و درام‌های هِوی هدایت می‌شود. از نظر اشعاری، حالا صحبت کن (نسخهٔ تیلور) آلبومی مفهومی دربارهٔ اعترافات ناگفته است که احساسات ناپایدار دوران نوجوانی سوئیفت را مستند می‌کند. این آلبوم نقدهای مثبتی از منتقدان موسیقی دریافت کرد که از سبک ترانه‌سرایی به‌لحاظ احساسی جذاب و آواز قوی سوئیفت تعریف کردند.

## پیش‌زمینه

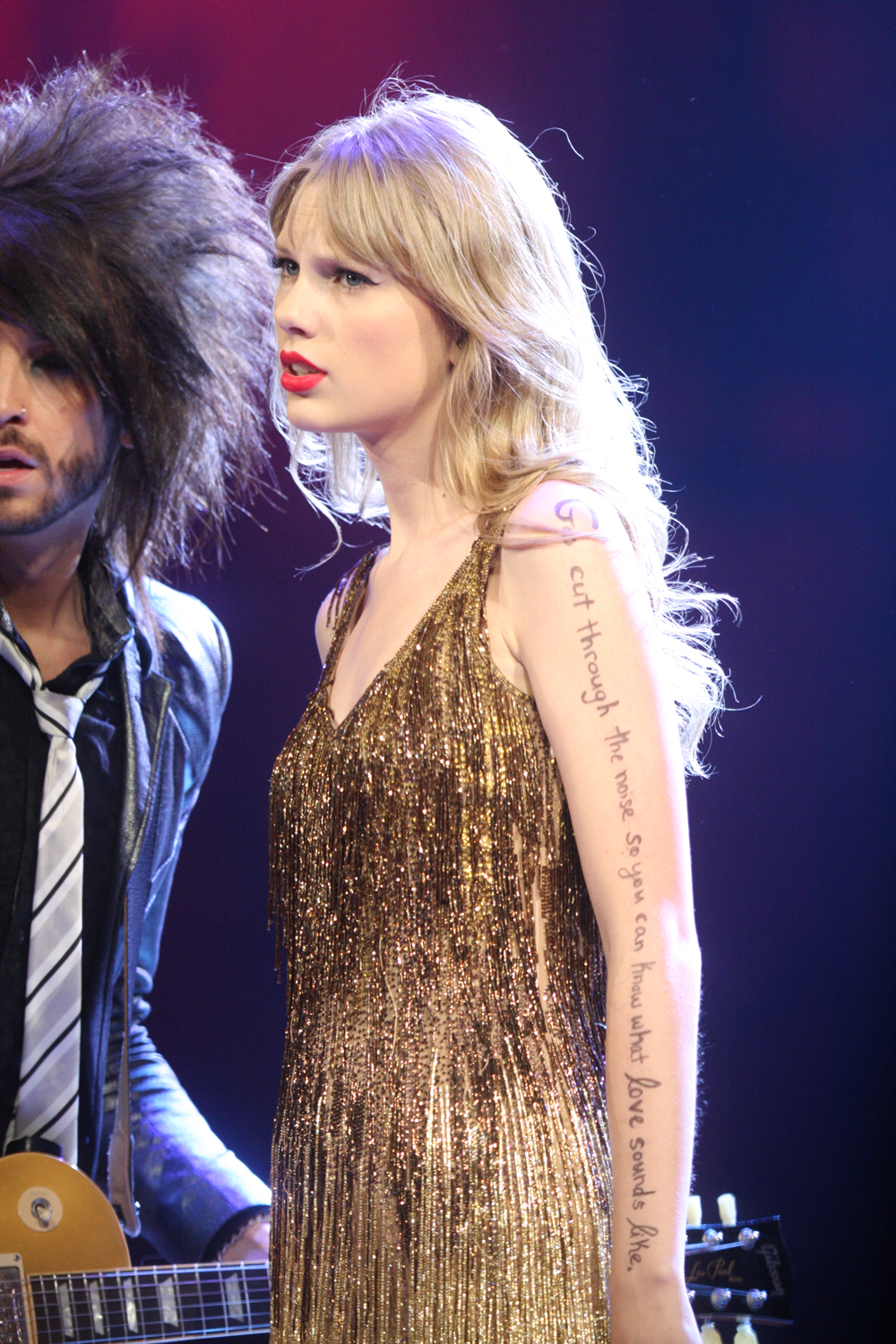
تصویری از تیلور سویفت در جریان تور جهانی "حالا صحبت کن"سال ۲۰۱۲، سیدنی، استرالیا.

بر طبق قرارداد تیلور سوئیفت با بیگ مشین رکوردز، او شش آلبوم استودیویی تحت این ناشر از ۲۰۰۶ تا ۲۰۱۷ منتشر کرد. در نوامبر ۲۰۱۸، این قرارداد با ناشر مذکور منقضی شد؛ بنابراین او از بیگ مشین کنار کشید و معاملهٔ موسیقی جدیدی را با ریپابلیک رکوردز (بخشی از گروه موسیقی یونیورسال) امضا کرد که حق مسترهای موسیقی جدیدی که او منتشر می‌کند را برای خود محفوظ کرد. در سال ۲۰۱۹، بازرگان آمریکایی اسکوتر براون و شرکتش، حق مالکیت بیگ مشین را به‌دست آوردند. به‌عنوان بخشی از این تصاحب، مالکیت مسترهای شش آلبوم استودیویی نخست سوئیفت شامل سومین آلبومش حالا صحبت کن (۲۰۱۰) به براون واگذار شد. در آگوست ۲۰۱۹، سوئیفت خرید این ناشر به‌وسیلهٔ براون را محکوم کرد و اعلام کرد که شش آلبوم استودیویی نخست خود را دوباره ضبط خواهد کرد تا خودش صاحب مسترهای آن‌ها شود. در نوامبر ۲۰۲۰، براون مسترها را به شمراک هلدینگ (شرکت سرمایه‌گذاری خصوصی آمریکایی که متعلق به املاک دیزنی است) فروخت. این معامله تحت شرایطی است که براون و شرکتش همچنان از آلبوم‌ها سود مالی کسب می‌کنند. سوئیفت در نوامبر ۲۰۲۰ شروع به ضبط مجدد آلبوم‌ها کرد. بی‌باک (نسخۀ تیلور) در ۹ آوریل ۲۰۲۱ منتشر شد که با سرخ (نسخۀ تیلور) در ۱۲ نوامبر ۲۰۲۱ ادامه یافت؛ هر دو آلبوم با موفقیت تجاری و هنری مواجه شدند و به صدر جدول بیلبورد ۲۰۰ ایالات متحده رسیدند.
گمانه‌زنی‌ها پیرامون ضبط مجدد حالا صحبت کن به نوامبر ۲۰۲۱ بازمی‌گردد که سوئیفت سرخ (نسخهٔ تیلور) را منتشر کرد و در پست‌های شبکه‌های اجتماعی به واژه‌های کلیدی دورهٔ ۲۰۱۰ اشاره کرد. موزیک ویدئوی «آراسته به جواهر» (۲۰۲۲) و «غبار اسطوخودوس» (۲۰۲۳) شامل ایستر اگ‌های متعددی بود که به حالا صحبت کن اشاره داشت. فرضیه‌های طرفداران پس از اینکه سوئیفت تور کنسرتی ۲۰۲۳، یعنی تور دوره‌ها را آغاز کرد، افزایش یافت: مچ بندهای چندرنگی که حضار در پایان کنسرت دریافت کردند به رنگ بنفش درآمدند، سوئیفت به انتشار مجدد آن در حین اجرای ترانهٔ «حالا صحبت کن» اشاره کرد و سپس چند روز پیش از اعلام خبر انتشار آلبوم، از ایموجی قلبِ بنفش در رسانه‌های اجتماعی استفاده کرد.
در ۵ مهٔ ۲۰۲۳، در نخستین اجرای تور دوره‌ها در خاستگاه هنری سوئیفت، یعنی نشویل، تنسی، او خبر از انتشار حالا صحبت کن (نسخهٔ تیلور) به‌عنوان آلبوم ضبط مجددی بعدی خود داد که برای انتشار در ۷ ژوئیهٔ ۲۰۲۳ برنامه‌ریزی شد. او پس از آن نسخه‌ای آکوستیک از دومین قطعهٔ آلبوم مذکور، یعنی «پرواز جرقه‌ها» را اجرا کرد. او سپس در پست‌های رسانه‌های اجتماعی اعلام کرد: «این آلبوم را دوست دارم زیرا داستانی از بزرگ شدن، بال زدن، پرواز کردن و سقوط کردن را روایت می‌کند … و زندگی می‌کند تا در مورد آن صحبت کند». سوئیفت بر سختی‌هایی که طی زمان نوشتن این آلبوم در زندگی‌اش با آن مواجه شده بود، تأکید کرد. این سختی‌ها شامل «صداقت ناخوشایند، اعترافات خاطره‌ای آشکار و حسرت پرهیجان» بودند.

## فهرست قطعات
همهٔ ترانه‌ها توسط تیلور سوئیفت نوشته شده‌است.
| حالا صحبت کن (نسخهٔ تیلور) – نسخهٔ استاندارد | حالا صحبت کن (نسخهٔ تیلور) – نسخهٔ استاندارد | حالا صحبت کن (نسخهٔ تیلور) – نسخهٔ استاندارد | حالا صحبت کن (نسخهٔ تیلور) – نسخهٔ استاندارد |
| شماره                                      | نام                                        | تهیه‌کننده(ها)                              | مدت                                        |
| ------------------------------------------ | ------------------------------------------ | ------------------------------------------ | ------------------------------------------ |
| ۱.                                         | «مال من»                                   | تیلور سوئیفت کریستوفر رو                   | ۳:۵۱                                       |
| ۲.                                         | «پرواز جرقه‌ها»                             | سوئیفت رو                                  | ۴:۲۱                                       |
| ۳.                                         | «بازگشت به دسامبر»                         | سوئیفت رو                                  | ۴:۵۴                                       |
| ۴.                                         | «حالا صحبت کن»                             | سوئیفت رو                                  | ۴:۰۲                                       |
| ۵.                                         | «جان عزیز»                                 | سوئیفت رو                                  | ۶:۴۵                                       |
| ۶.                                         | «بدجنس»                                    | سوئیفت رو                                  | ۳:۵۸                                       |
| ۷.                                         | «داستان ما»                                | سوئیفت رو                                  | ۴:۲۷                                       |
| ۸.                                         | «هرگز بزرگ نشو»                            | سوئیفت رو                                  | ۴:۵۲                                       |
| ۹.                                         | «طلسم‌شده»                                  | سوئیفت رو                                  | ۵:۵۳                                       |
| ۱۰.                                        | «بهتر از انتقام»                           | سوئیفت رو                                  | ۳:۴۰                                       |
| ۱۱.                                        | «بی‌گناه»                                   | سوئیفت رو                                  | ۵:۰۱                                       |
| ۱۲.                                        | «جن‌زده»                                    | سوئیفت رو                                  | ۴:۰۵                                       |
| ۱۳.                                        | «آخرین بوسه»                               | سوئیفت رو                                  | ۶:۰۹                                       |
| ۱۴.                                        | «زنده باد»                                 | سوئیفت رو                                  | ۵:۱۷                                       |
| ۱۵.                                        | «مال ما»                                   | سوئیفت رو                                  | ۳:۵۵                                       |
| ۱۶.                                        | «سوپرمن»                                   | سوئیفت رو                                  | ۴:۳۴                                       |
| ۱۷.                                        | «لمس الکتریکی» (با حضور فال اوت بوی)       | سوئیفت آرون دسنر                           | ۴:۲۶                                       |
| ۱۸.                                        | «وقتی اما عاشق شد»                         | سوئیفت دسنر                                | ۴:۱۲                                       |
| ۱۹.                                        | «میتونم ببینمت»                            | سوئیفت جک آنتونوف                          | ۴:۳۳                                       |
| ۲۰.                                        | «فروپاشی قلعه‌ها» (با حضور هیلی ویلیامز)    | سوئیفت آنتونوف                             | ۵:۰۶                                       |
| ۲۱.                                        | «شخص احمق»                                 | سوئیفت دسنر                                | ۵:۱۱                                       |
| ۲۲.                                        | «بی‌پایان»                                  | سوئیفت آنتونوف                             | ۵:۲۱                                       |
| مجموع مدت:                                 | مجموع مدت:                                 | مجموع مدت:                                 | ۱۰۴:۳۳                                     |

| حالا صحبت کن (نسخهٔ تیلور) – نسخهٔ لوکس | حالا صحبت کن (نسخهٔ تیلور) – نسخهٔ لوکس | حالا صحبت کن (نسخهٔ تیلور) – نسخهٔ لوکس |
| شماره                                 | نام                                   | مدت                                   |
| ------------------------------------- | ------------------------------------- | ------------------------------------- |
| ۲۳.                                   | «جان عزیز» (زنده از مینیاپولیس)       | ۷:۰۹                                  |
| ۲۴.                                   | «آخرین بوسه» (زنده از کانزاس‌سیتی)     | ۶:۱۲                                  |
| مجموع مدت:                            | مجموع مدت:                            | ۱۱۷:۵۴                                |